# Johan Gustaf Renat
Johan Gustaf Renat (1682–1744) was een Zweeds officier. Hij was afkomstig  uit een oorspronkelijk joodse familie. Zijn vader, Moses Renat, was geboren in Wenen. Hij had zich  met zijn vrouw enige tijd in Nederland gevestigd, maar emigreerde naar Zweden. In die tijd was er voor Joden in Zweden nog de verplichting dat zij zich dienden te bekeren tot het lutheranisme indien zij zich permanent in Zweden wilden vestigen. In 1681 werden Moses Renat, zijn vrouw en nog 28 andere joodse families gedoopt en kregen ook de Zweedse nationaliteit. 

## De Grote Noordse oorlog

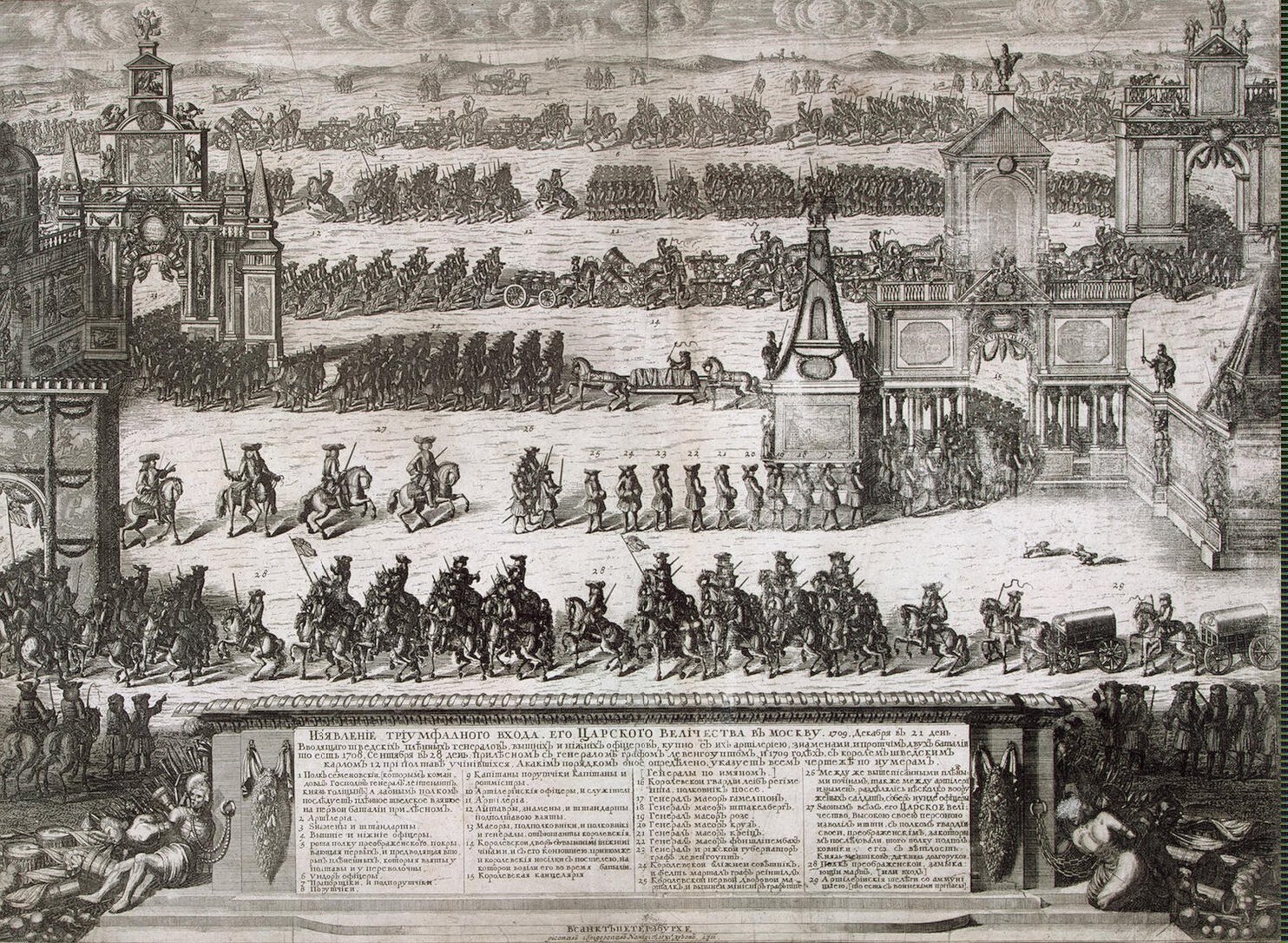
Triomfalistische intocht in Moskou van het Russische leger na de slag bij Poltava

Johan Gustaf Renat werd het jaar daarop geboren. Over zijn jeugd is vrijwel niets bekend. In de Grote Noordse Oorlog (1700-1721) diende hij als officier bij de artillerie van het leger van koning Karel XII van Zweden. Dat leger werd in de Slag bij Poltava  (tegenwoordig in  Oekraïne) op 8 juli 1709 vernietigend verslagen door het Russische leger van tsaar Peter de Grote. De Zweedse nederlaag betekende het einde van de Zweedse hegemonie rond de Oostzee en het begin van de Russische dominantie in Oost-Europa. 
Bij de slag werden ruim 3000 Zweedse soldaten krijgsgevangen gemaakt. Vanaf 1711 werkten enkele honderden daarvan in Russische dienst, waaronder ook Renat. De Zweden hadden daarmee ingestemd onder de voorwaarde dat zij niet ingezet zouden worden in activiteiten die tegen Zweden gericht waren. Renat werkte met een aantal van hen in Siberië en maakte daar onder meer landkaarten. In 1711 voegde hij zich bij de expeditie van Ivan Buchholz om goudvondsten te onderzoeken bij het meer van Yamysh. Hij werd daar met een aantal andere Zweden overvallen door de Dzjoengaren en opnieuw gevangengenomen. Die gevangenschap zou zeventien jaar duren.

## In het kanaat Dzjoengarije

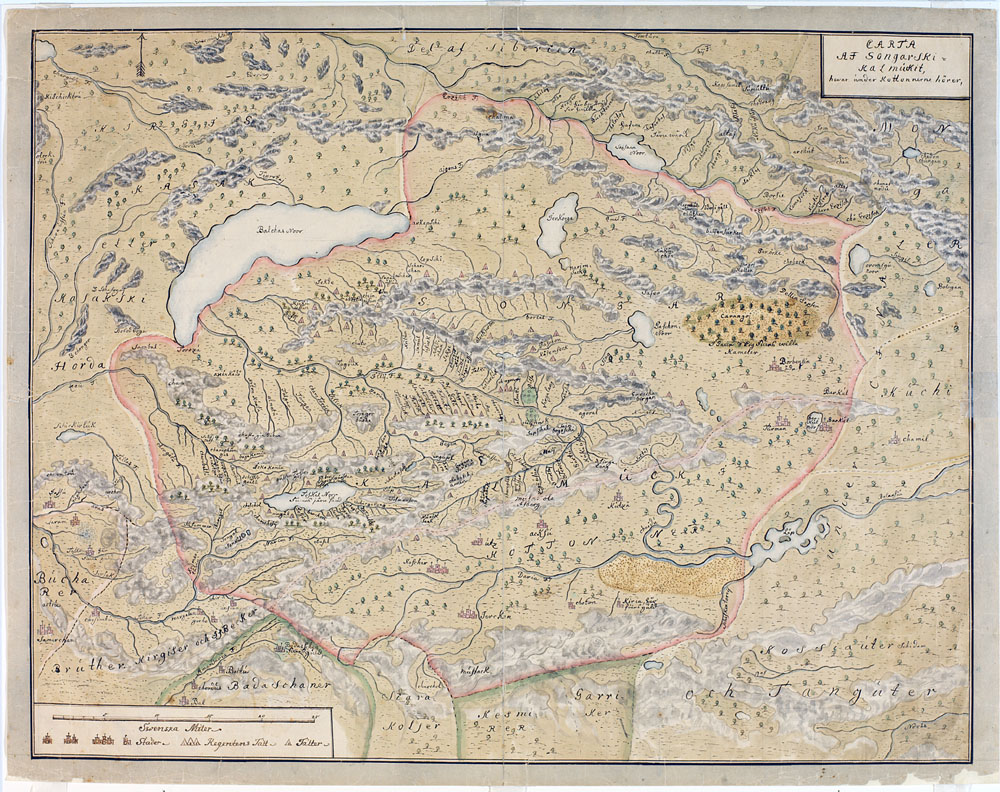
Een kaart van Johan Gustav Renat van Dzjoengarije

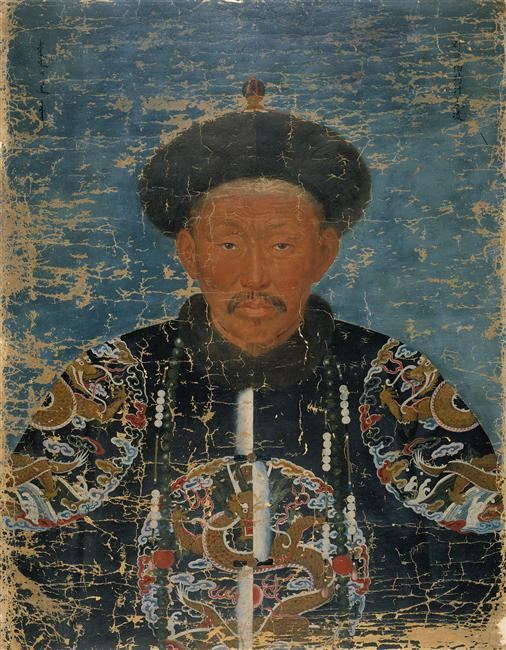
Galdan Tseren

De Dzjoengaren hadden tijdens hun militaire  campagnes vele krijgsgevangenen van vele nationaliteiten gemaakt. Het betrof onder meer Chinezen, Mantsjoes en Russen. De heerser van het kanaat Dzjoengarije, Tsewang Rabtan (1643-1727) liet hen fabrieken bouwen waar onder meer kleding en papier werd geproduceerd. Tsewang Rabtan was de eerste Dzjoengaarse leider die zich meer als heerser van een territoriaal gebied profileerde en minder als een nomadische veroveraar.
De iets grotere stabiliteit van de grenzen van het kanaat bevorderde ook de vestiging van vaste nederzettingen. Tsewang Rabtan voerde beleid ten aanzien van verbetering van landbouw, ambachten en iets van een begin van industriële productie.
Renat werd ingezet voor de militaire productie. Hij coördineerde het werk van een groot aantal dwangarbeiders. Onder zijn leiding werden ongeveer 20 kanonnen en een wat groter aantal mortieren geproduceerd. Hij leerde de Mongolen de wijze om ijzer zodanig te smelten dat er kogels geproduceerd konden worden, verbeterde de technieken voor de winning van goud en zilver en die van het drukken van boeken. 
Renat was betrokken bij militaire campagnes van de Dzjoengaren.  Hij ondersteunde de troepenmacht van Twewang Rabtan die Turfan aanviel. Hij vocht met de Dzjoengaren tegen tegen de Mantsjoes in hun campagnes in de Altaj en was aanwezig bij hun grote overwinning op een Chinees leger bij Furdan. 
Renat is echter vooral bekend geworden doordat hij de opvolger van Twewang Rabtan, Galdan Tseren (overleden 1745) hielp de eerste kaarten van Dzjoengarije te maken. 
Tijdens zijn gevangenschap ontmoette Renat een Zweedse vrouw, Brigitta Scherzenfeldt, die ook door de Dzjoengaren gevangen was genomen. Deze had tijdens haar gevangenschap een positie als hofdame van de favoriete dochter van Twewang Rabtan weten te verwerven, de prinses Seson.  Zij  werd uitgehuwelijkt aan een prins van de Kalmukken die leefden in het gebied van de Wolgadelta. Seson wilde dat Brigitta Scherzenfeldt met haar mee zou gaan. De laatste probeerde dat juist te voorkomen, omdat zij vreesde dat zij dan haar vaderland Zweden nooit meer zou zien. Scherzenfeldt en Renat besloten te trouwen en dat werd een voldoende valide reden geacht om Scherzenfeldt in Dzjoengarije te laten blijven.

## Terugkeer naar Zweden
In 1733 konden Renat en Scherzenfeldt Centraal-Azië verlaten in het gezelschap van een Russische ambassadeur en twintig slaven die zij bij hun vertrek als geschenk ontvingen. Een aantal daarvan overleed voordat men Moskou had bereikt. Een aantal werd door de Russen zelf gehouden. In 1734 kwam het paar in Stockholm aan met nog drie vrouwelijke slaven, die daar gedoopt en in vrijheid werden gesteld en daarna in de huishouding van de familie werkzaam zouden zijn.
Bij die terugkeer in Zweden had Renat twee kaarten van Dzjoengarije bij zich, beide nu in het bezit van de bibliotheek van de Universiteit van Uppsala. De eerste is een oorspronkelijk Mongoolse kaart met ondersteuning van Renat getekend door Galdan Tseren zelf. De tweede is een – verbeterde – kopie van  een kaart die bemachtigd  werd van een Chinese krijgsgevangene na de strijd om Turfan. Dat waren de eerste Mongoolse kaarten van Centraal-Azië en die waren in kwaliteit, accuratesse en detail superieur aan de kaarten van Chinezen en Russen gedurende de gehele achttiende eeuw.   